# لعوينة (اثنين أغلو)
لعوينة هي إحدى مشيخات المملكة المغربية، تتبع جغرافيا لإقليم تيزنيت وإداريًا لاثنين أغلو. يقدر عدد سكانها بـ 6589 نسمة حسب الإحصاء الرسمي للسكان والسكنى لسنة 2004.